# Marco Spanu
Marco Spanu (Torino, 6 agosto 1974) è un allenatore di pallacanestro italiano.

## Carriera
Già da giovane si è sempre occupato dei settori giovanili di molte squadre piemontesi ed è stato messo a capo delle sezioni giovanili di tutte le squadre dove ha militato come allenatore, sia maschili che femminili, la sua carriera ha infatti inizio come allenatore nelle giovanili della Pallacanestro Moncalieri; nel 1996 diventa vice allenatore di Julio Trovato della Iscot Collegno in Serie B femminile, l'anno dopo sostituisce l'esonerato Ivan Stramazzo restando alla squadra per 8 anni intervallati da una breve parentesi alla Palmar Ivrea (C1 maschile).
Nel 2003 torna ad allenare le giovanili di Moncalieri dove nella stagione 2004-05 vince un Campionato Regionale Elite. 
Nel 2006 viene chiamato ad allenare l'Auxilium Torino, squadra di punta del basket torinese degli anni '80 in Serie A, ma in quel frangente agli ultimi atti di una storia importante, militava in C1. 
Finito il biennio all'Auxilium passa ad allenare in C2 l'Amatori Basket Savigliano e la porta subito alla promozione in DNC, a Savigliano resterà per quattro anni per poi tornare a Moncalieri, sponda Libertas dove dal 2012 al 2016 allena la prima squadra femminile in A3. 
Per la stagione 2016-17 viene chiamato a sostituire in Serie A1 Manuele Petrachi alla guida della Pallacanestro Torino. Conquisterà la salvezza, lanciando alcune giovani giocatrici nel panorama nazionale.
Nell'annata 2017-18 ritorna al basket maschile con la Pms Moncalieri. Capo allenatore della serie B Maschile formata quasi esclusivamente da giocatori under 20. Nello stesso anno allena anche l'Under 16 Eccellenza Maschile della Pms, con cui vince il Campionato Regionale e parteciperà alle Finali Nazionali di categoria, arrivando tra le migliori 10 squadre d'Italia.
Nel 2018-19 nasce il progetto Campus Piemonte, nel quale allena l'under 18 Maschile Eccellenza, vincendo il girone piemontese-lombardo-ligure e, dopo le fasi interregionali, di qualifica per le Finali Nazionali di categoria. La squadra otterrà uno stupendo 4º posto e Spanu sarà eletto Miglior Allenatore del Torneo. Nello stesso anno e con lo stesso gruppo giocheranno anche nella serie C Gold Piemonte ottenendo la salvezza ai playout.
Nel 2019-20 entra nello staff tecnico di Basket Torino, militante in Serie A2 Maschile, con il ruolo di assistente allenatore del coach Demis Cavina. Nello stesso periodo allena l'under 18 maschile eccellenza di Campus Piemonte. Stagione interrotta per la pandemia Covid.
Nella stagione 2020-2021 è Capo Allenatore della serie C Gold Maschile del Collegno Basket: secondo posto in classifica e accesso ai playoff. Eliminati da Romano Lombardo.
Nella stagione 2021-2022 é Capo Allenatore della C Gold Maschile del Collegno Basket. La squadra vince la stagione regolare, per poi perdere in Finale contro la Junior Casale. 

## Nazionale
Nel 2015 diventa Assistente della Nazionale Under 18 femminile.

## Palmarès
- 2008-2009 Vincitore Serie C2 (Basket Amatori Savigliano)